# Plataforma de gelo Brunt

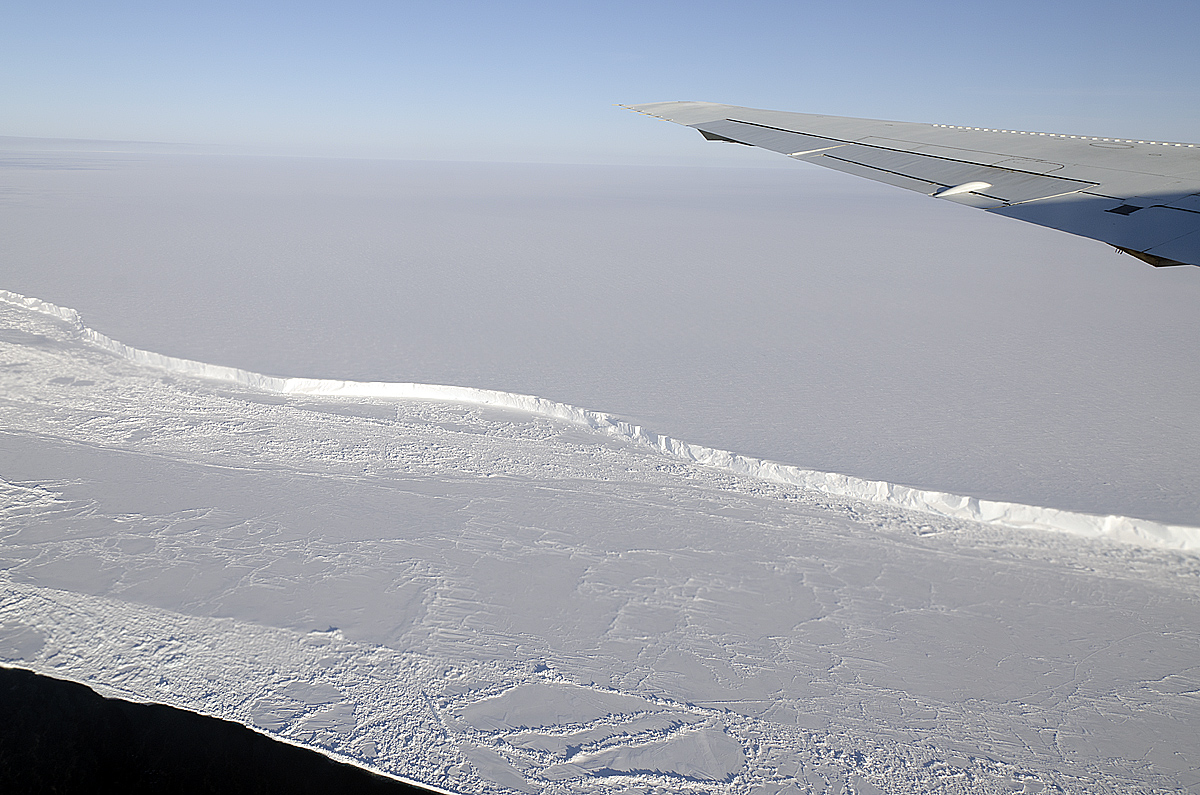
Imagem da plataforma de gelo Brunt

A plataforma de gelo Brunt margeia a costa antártica oriental da Terra de Coats entre a Geleira Dawson-Lambton e a Língua da Geleira Stancomb-Wills. Foi a localização da base da Expedição da Royal Society, 1955-59 que assumiu o controle da Estação de Pesquisa Halley britânica. 
Batizada pelo UK-APC (Comitê de Nomes de Lugares Antárticos do Reino Unido) recebeu o nome de David Brunt, meteorologista inglês, Secretário de Física da Royal Society, 1948-57, que foi responsável pela iniciação da Expedição da Royal Society para esta plataforma de gelo em 1955.
A Bacia de Brunt (75° 00′ S, 25° 00′ O) é uma bacia glacialmente erodida da Plataforma de Gelo e parcialmente da Geleira Stancomb-Willis.
As Quedas de Gelo Brunt (75° 55′ S, 25° 00′ O) se estendem junto à Costa Caird por cerca de 80 km (50 mi), onde a íngreme costa coberta de gelo desce para a Plataforma de Gelo Brunt. As quedas de gelo foram descobertas em 5 de novembro de 1967, no curso de voo de um esquadrão VXE-6 da Marinha dos Estados Unidos sobre a costa em uma aeronave LC-130 e foi mapeada pelo United States Geological Survey (Serviço Geológico dos Estados Unidos) através de fotografias aéreas obtidas naquele tempo. Batizada pelo US-ACAN (Comitê Consultivo de Nomes Antárticos) em associação com a Plataforma de Gelo Brunt.